# جامعة

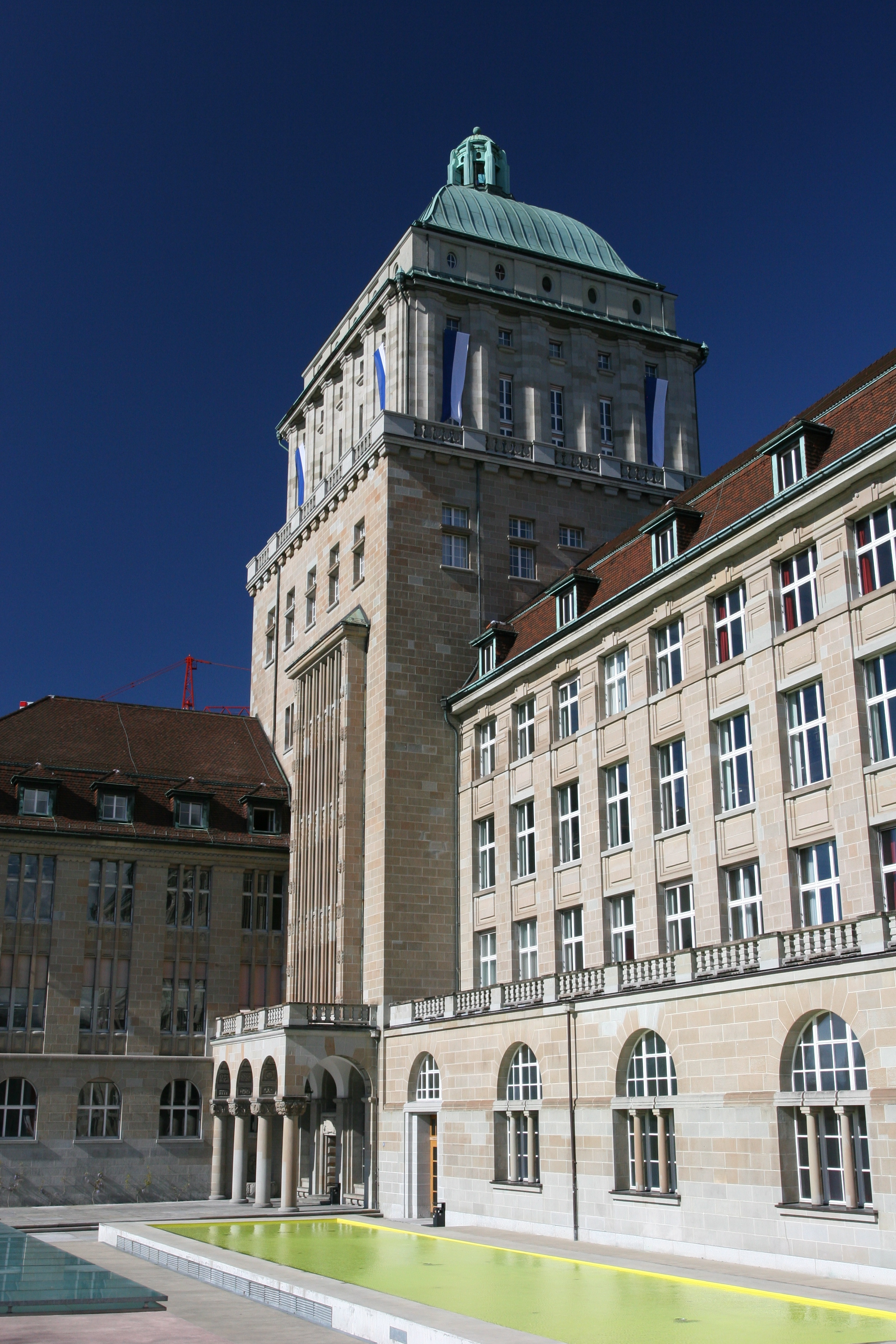
جامعة زيوريخ أقدم جامعة في سويسرا

الجامعة هي مؤسسة للتعليم العالي والبحث العلمي، تمنح درجات أكاديمية في عدد من التخصصات العلمية. تُشتق كلمة جامعة من العبارة اللاتينية (universitas magistrorum et scholarium)، التي تعني تقريبًا «جماعة المعلمين والدارسين». تقدم الجامعات عادة برامج تعليمية على المستويين الجامعي (البكالوريوس) والدراسات العليا.
تطورت أولى الجامعات في أوروبا انطلاقًا من المدارس التي كانت تديرها الكنيسة بهدف تعليم الكهنة. وتُعد جامعة بولونيا في إيطاليا، التي تأسست عام 1088، أول جامعة بالمعنى الآتي:
- كونها مؤسسة تمنح درجات علمية عليا
- استخدامها لكلمة (universitas) التي صيغت عند تأسيسها
- تمتعها بالاستقلال عن المدارس الكنسية ومنحها درجات علمية علمانية ودينية على حد سواء -وكان التعليم يقدمه رجال الدين وغيرهم- في النحو والبلاغة والمنطق واللاهوت والقانون الكنسي وقانون التوثيق.[6][7][8]

## أصل الكلمة
كلمة جامعة هي كلمة مشتقة عربياً من كلمة الاجتماع أي الاجتماع حول هدف ألا وهو هدف التعليم والمعرفة، أي يمكننا القول إن «الجامعة هي مؤسسة للتعليم العالي والأبحاث، وهي تعطي شهادات أو إجازات أكاديمية لخريجيها. وهي توفر دراسة من المستوى الثالث والرابع (كاستكمال للدراسة المدرسة الابتدائية والثانوية). وكلمة جامعة مشتقة من كلمة الجمع والاجتماع، كما كلمة جامع، ففيها يجتمع الناس للعلم».

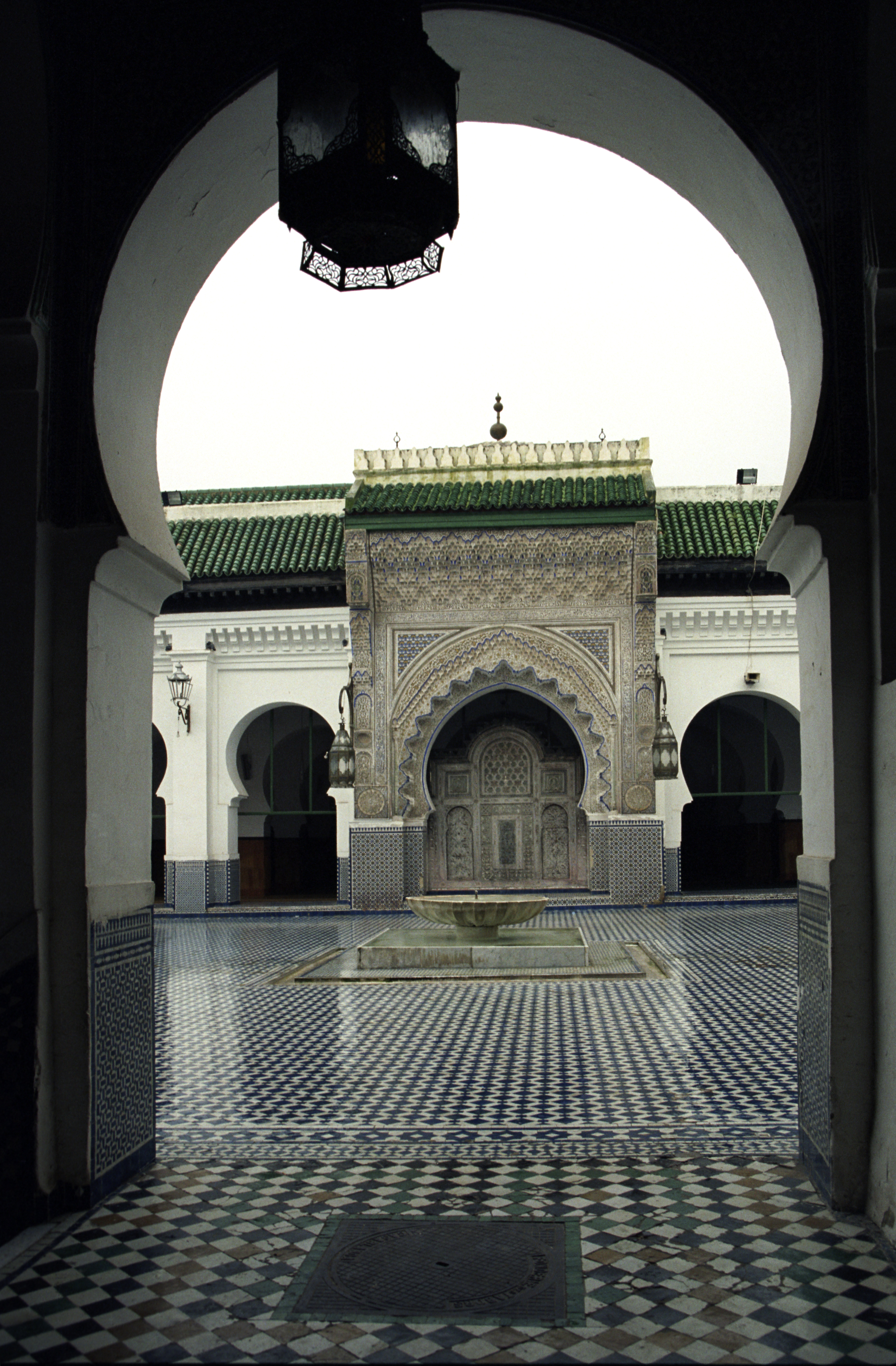
جامعة القرويين أقدم جامعة بالمفهوم الحديث.

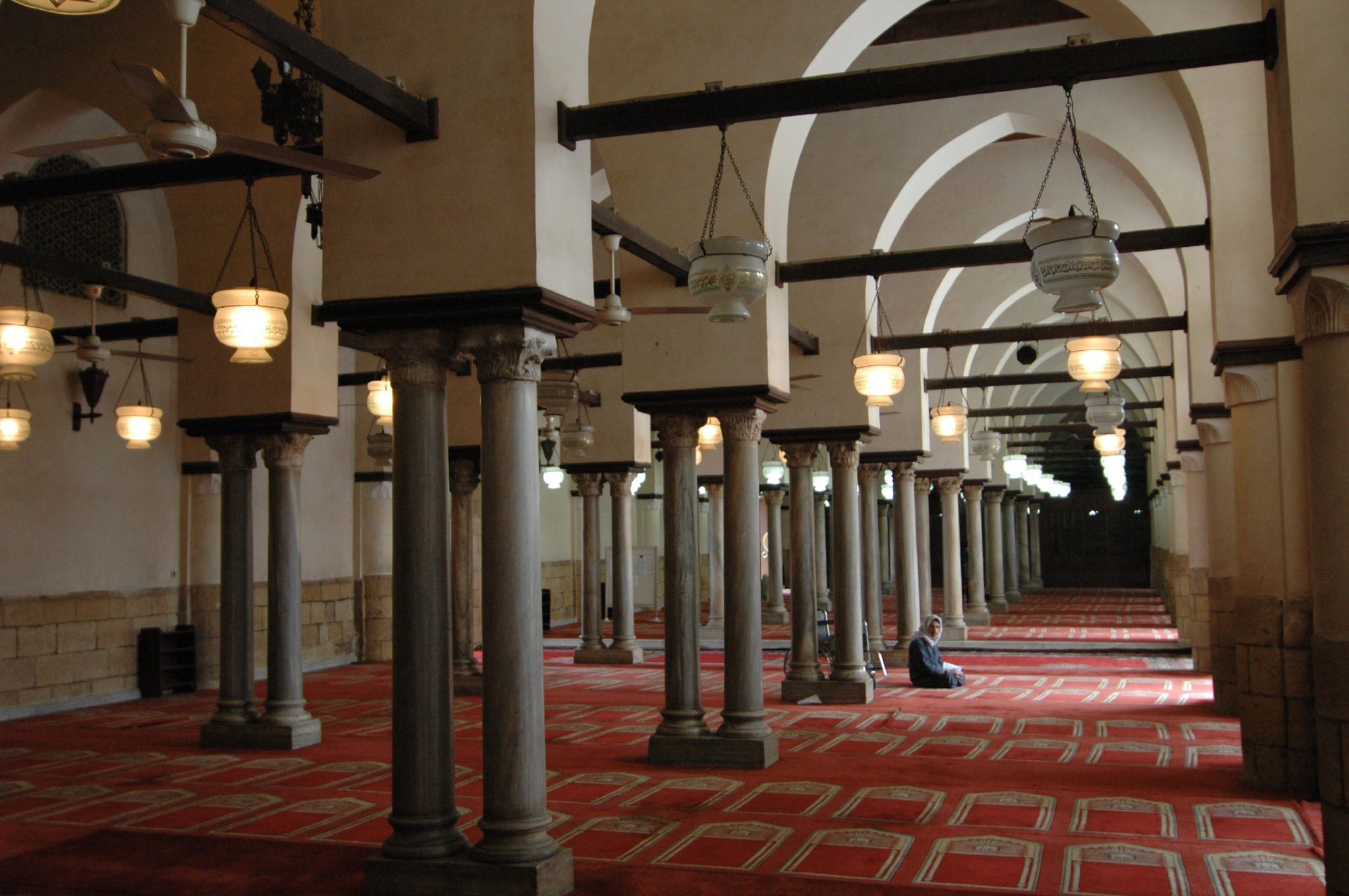
جامعة الأزهر بالقاهرة أشهر الجامعات الدينية الإسلامية.

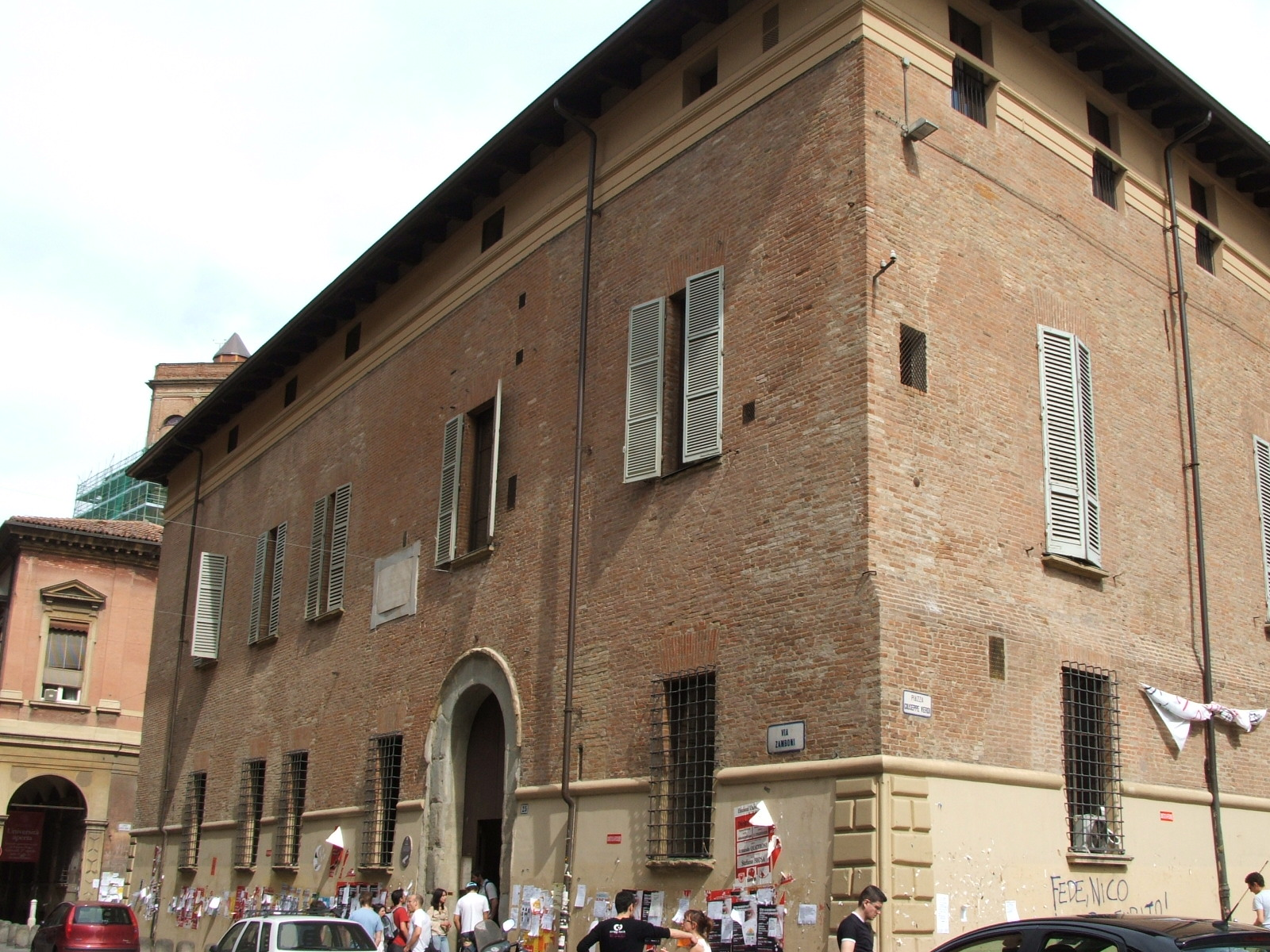
جامعة بولونيا الإيطالية أقدم جامعة في أوروبا.

## التاريخ
في البداية عرفت البشرية الجامعة في بلاد الاغريق وفارس والهند ومصر، لكن أولى جامعات العالم بالمفهوم الحديث هي جامعة القرويين بمدينة فاس بالمغرب في القرن التاسع ثم تلتها جامعة الأزهر التي أسساها الفاطميون في القاهرة بمصر والتي نالت شهرة أوسع.
تعتبر كلية القسطنطينية في الإمبراطورية البيزنطية أقدم مؤسسة تعليم عالي في التاريخ، أما أقدم جامعة بالمفهوم الحديث للتعليم العالي فهي جامعة بولونيا.
تعود عمومًا الجامعة كمؤسسة للتعليم العالي إلى جامعات القرون الوسطى ويشير الباحثين إلى كون الجامعة ذات جذور مسيحية. فقبل قيامها رسميًا، عملت العديد من الجامعات في العصور الوسطى لمئات السنين كمدارس المسيحية ومدارس رهبانية، وعلّم فيها الرهبان والراهبات، كذلك تعتبر منح الشهادة الجامعية بعد إنهاء التعليم نتاج مسيحي. ويرى المؤرخ جيفري بلايني أن الجامعة أصبحت سمة مميزة للحضارة المسيحية. أوائل الجامعات التي أرتبطت بالكنيسة الكاثوليكية بدأت كمدرسة كتدرائية أو مدرسة رهبانية ثم سرعان مإنفصلت مع زيادة عدد الطلاب ومن هذه الجامعات كانت جامعة بولونيا، جامعة باريس، جامعة أوكسفورد، جامعة مودينا، جامعة بلنسية، جامعة كامبردج، جامعة سالامانكا، جامعة مونبلييه، جامعة بادوفا، جامعة تولوز، جامعة نيو أورليانز، جامعة سيينا، وبدأت جامعة كويمبرا، وجامعة روما سابينزا وشغل نسبة كبيرة من رجال الدين والرهبان المسيحيين مناصب كأساتذة في هذه الجامعات، كان يتم التدريس فيها كافة المواضيع كللاهوت والفلسفة والقانون والطب والعلوم الطبيعية. وقد وضعت هذه الجامعات تحت رعاية الكنيسة الكاثوليكية عام 1229 على إثر وثيقة بابوية. وكان عدد الجامعات الأوروبية غداة الإصلاح البروتستانتي قد إزداد بشكل كبير إذ أن التنافس الكاثوليكي-البروتستانتي في بناء الجامعات والمؤسسات التعليمية، أدى إلى انتعاش ورفع المستوى في التعليم والعلوم والفكر.

## الحرية الأكاديمية
يعد مفهوم الحرية الأكاديمية من الأفكار المهمة في تعريف الجامعة. وأقدم دليل موثق على هذا المفهوم يأتي من جامعة بولونيا في بداياتها، إذ تبنّت ميثاقًا أكاديميًا يُعرف باسم امتيازات العلماء (Constitutio Habita)، عام 1155 أو 1158، الذي ضمن حق العالم المتنقل في المرور دون عوائق في سبيل طلب العلم. يُعد هذا الميثاق اليوم أصل مفهوم «الحرية الأكاديمية». ويُعد هذا المفهوم الآن مبدأً مقبولًا على نطاق واسع في البحث العلمي الدولي. في 18 سبتمبر 1988، وقع 430 رئيس جامعة على وثيقة الميثاق العظيم للجامعات (Magna Charta Universitatum)، احتفالًا بالذكرى التسعمئة لتأسيس جامعة بولونيا. ما زالت أعداد الجامعات التي توقع على هذا الميثاق تزداد، من مختلف أنحاء العالم.

## طريقة التعليم
تختلف طريقة التعليم الجامعي والأكاديمي عن المدارس العامة، ففي الجامعة يختار الطالب التخصص الذي يرغب في أن يكمل مشواره العلمي والعملي فيه. وتكون الجامعة بطبيعة الحال أكثر تعمقا في العلوم التي يختارها الطالب، ويسمى الدرس بالمحاضرة، أما من يلقي المحاضرة يسمى بـالمعلم، أما من هو حاصل على شهادة الدكتوراه أو المجاستير فيسمى بـمـُحاضر.

## التمويل
في العديد من البلدان، يُطلب من الطلاب دفع الرسوم الدراسية. يتطلع العديد من الطلاب إلى الحصول على «منح طلابية» لتغطية تكاليف الجامعة. في عام 2016، بلغ متوسط رصيد قرض الطالب المستحق لكل مقترض في الولايات المتحدة 30 ألف دولار أمريكي.
```
في العديد من الولايات الأمريكية من المتوقع أن ترتفع التكاليف الدراسية للطلاب نتيجة لانخفاض التمويل الحكومي الممنوح للجامعات العامة.
[
19
]
```

يختلف تمويل الجامعة من دولة لأخرى. ففي بريطانيا مثلاً، يُقَيم مجلس تمويل الجامعات الاحتياجات الكلية للجامعات البريطانية. ويتفاوض مع الحكومة المركزية حول تقديم منح لكل جامعة، وبناء على توصيته توزع الأموال بين الجامعات. وفي دول أخرى، تعتمد الكليات الخاصة في الأساس على ربح الأوقاف والتبرعات من مصادر أخرى. وقد يتوافر للجامعات الحكومية مثل هذه المصادر، ولكنها تعتمد أساسًا في تمويلها على ميزانية الدولة.
كما أن الطلبة قد يحصلون على منح دراسية من الحكومة. وبعض الجامعات والمعاهد تقدم للطلاب منحا دراسية. وفي بعض الدول، ربما يحصل الطلبة على قروض من الجامعة لتغطية التكاليف. وبعض الجامعات تساعد الطلاب في الحصول على أعمال يقضون فيها بعض الوقت أثناء التحاقهم بالجامعة أو خلال الإجازة.

## جامعات متعددة

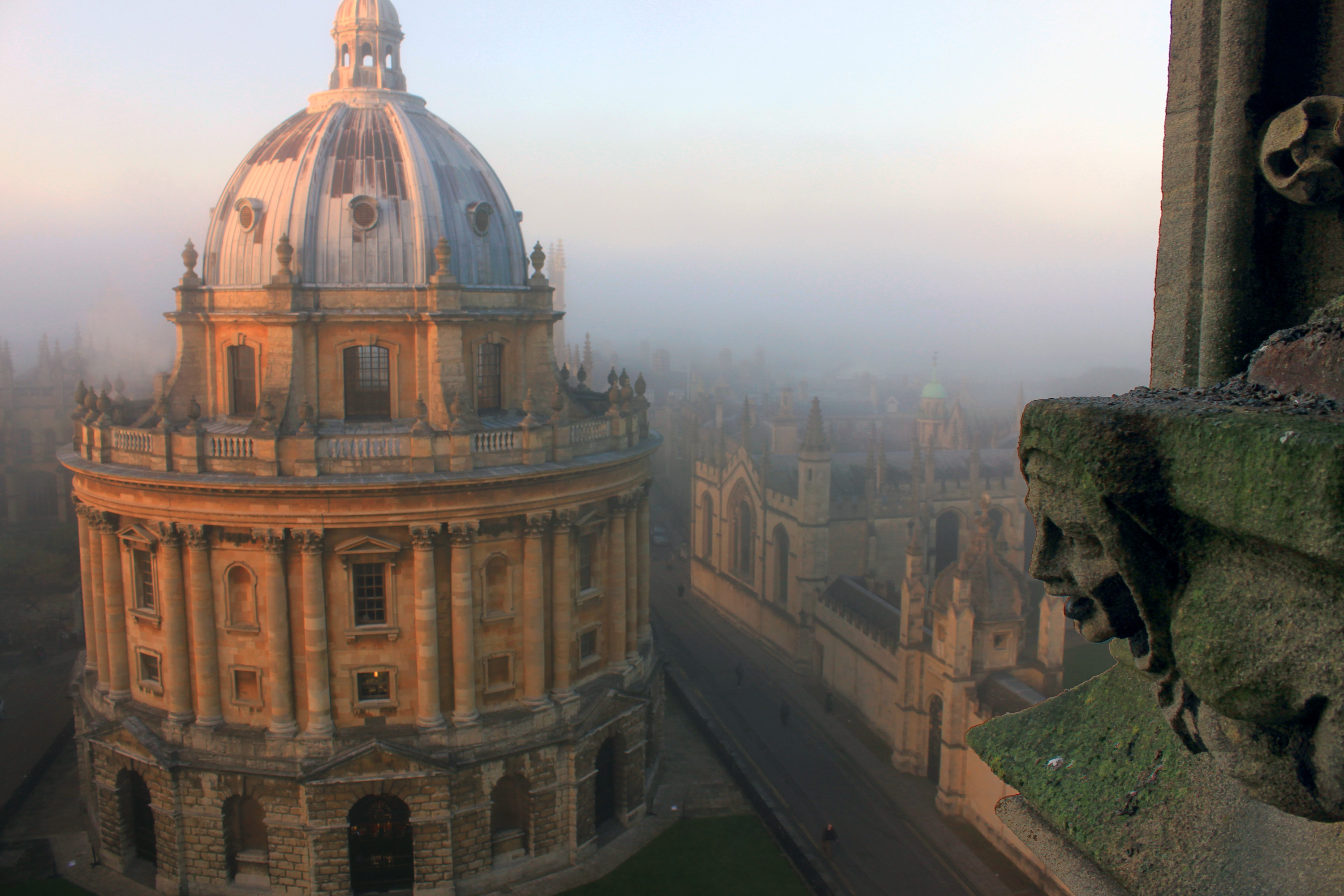
جامعة أكسفورد أعرق جامعة في إنجلترا.
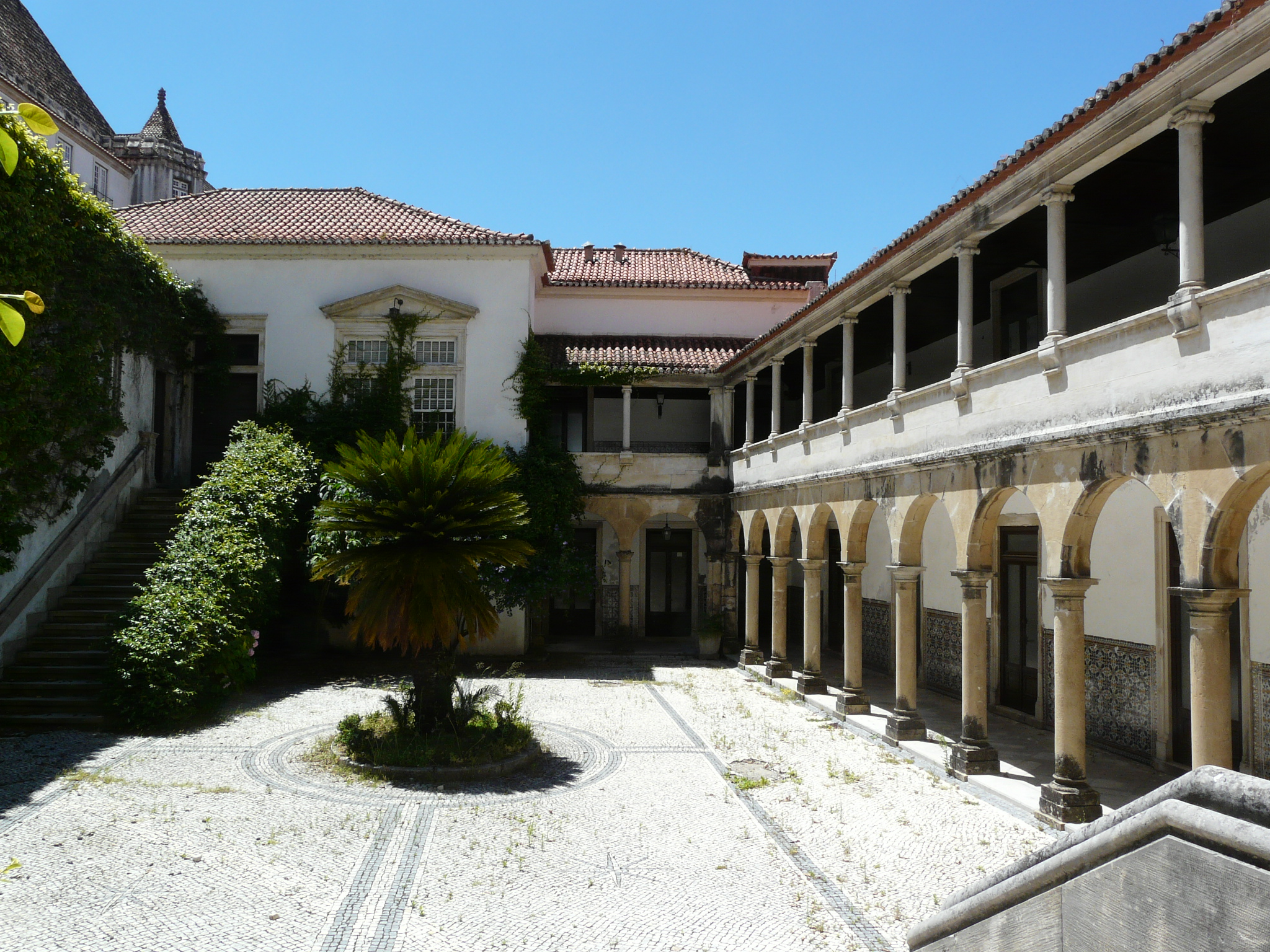
جامعة قلمرية أقدم جامعات البرتغال.
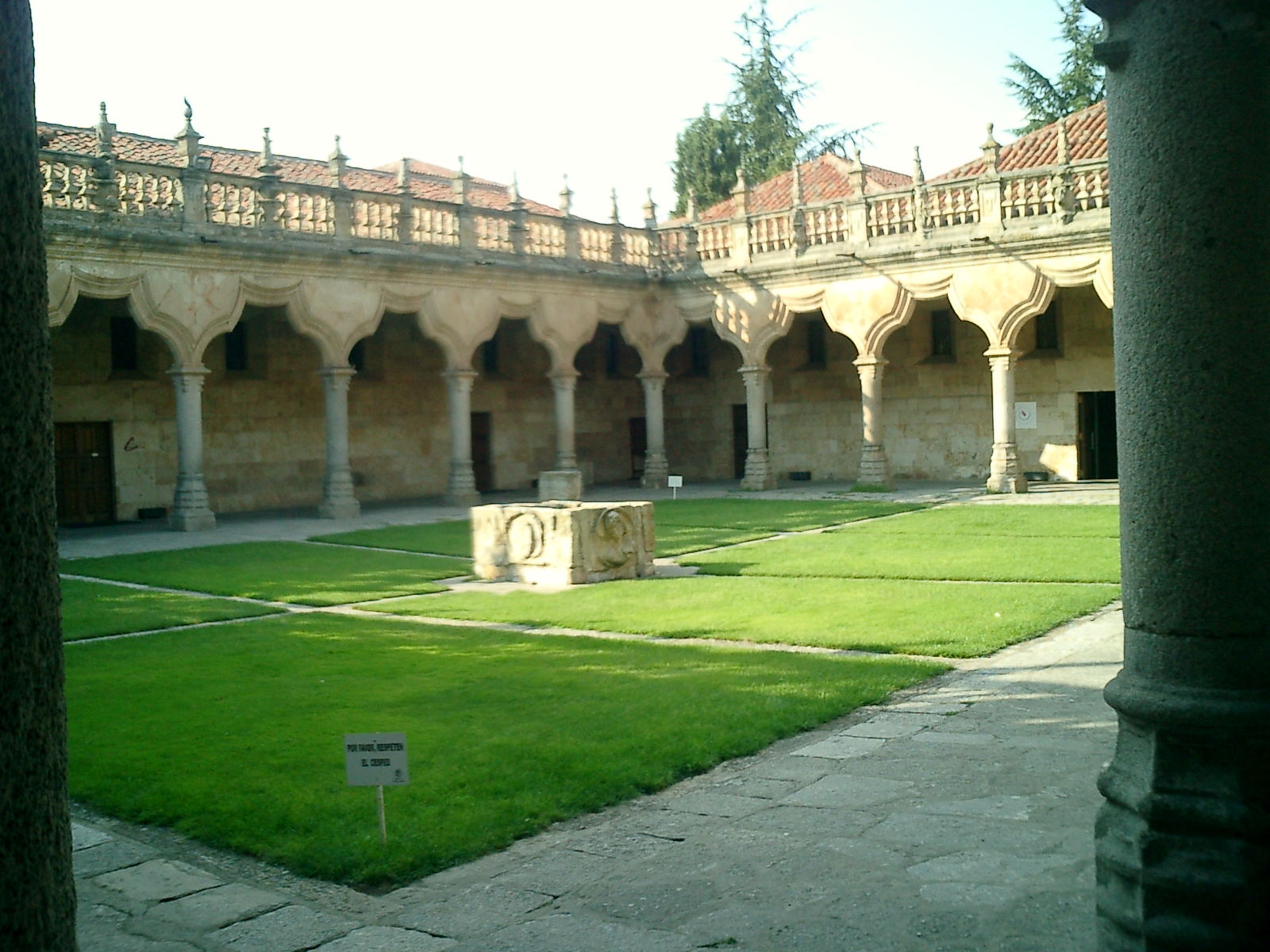
جامعة سلامنكا أقدم جامعات إسبانيا الحديثة
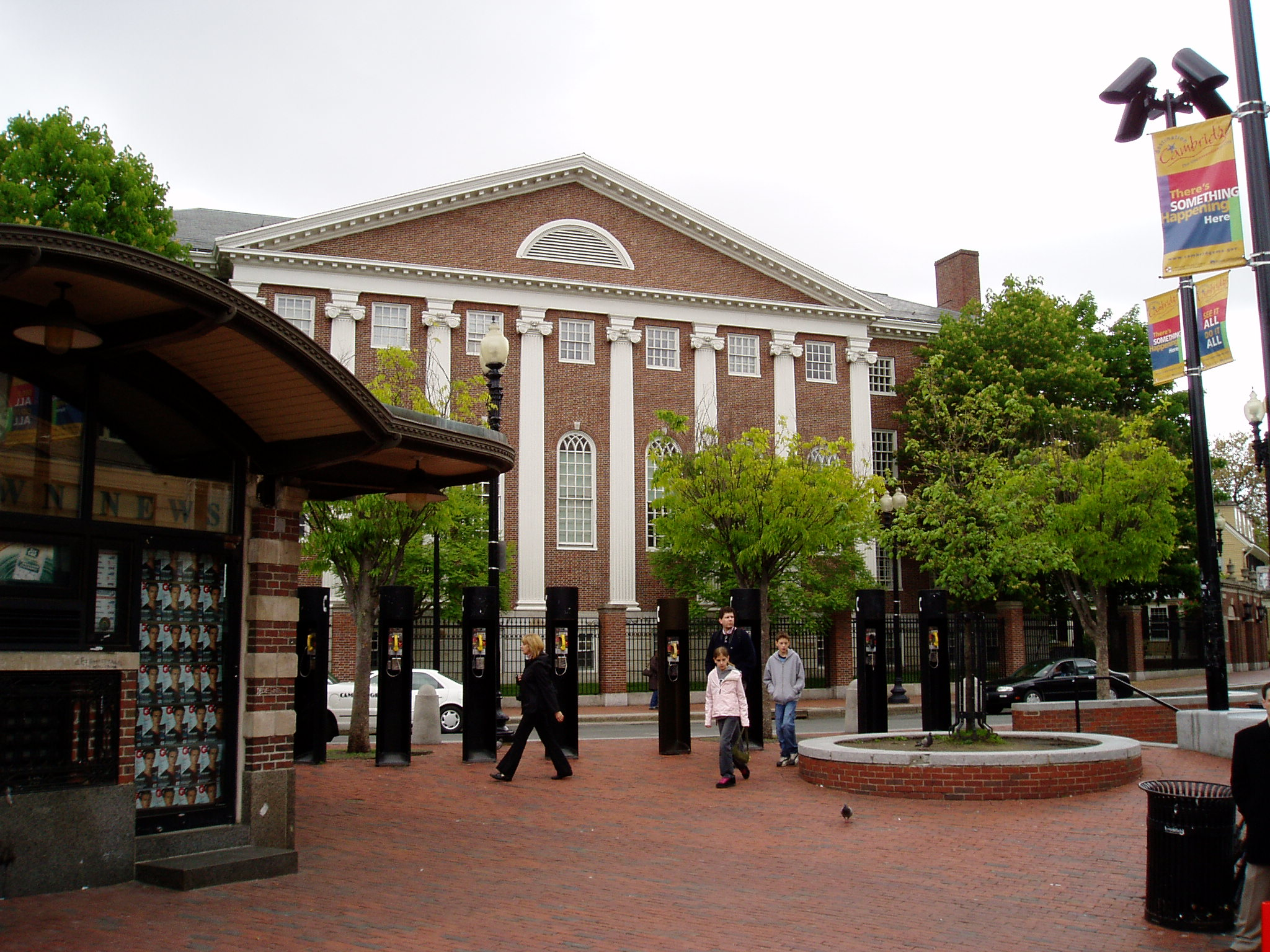
جامعة هارفارد اقدم جامعة في الولايات المتحدة الأمريكية

## تصنيف الجامعات والكليات
هو ترتيب الجامعات في مستويات أكاديمية، علمية أو أدبية، هذا الترتيب قد يعتمد على مجموعة من الإحصائيات أو استبيان يوزع على الدارسين والأساتذة وغيرهم.

### أفضل عشر جامعات حول العالم وأفضل عشر جامعات عربية حسب تصنيف شركة Quacquarelli Symonds (QS) البريطانية لعام 2025[20]
| اسم الجامعة                                   | الدولة                     | التصنيف الدولي | التصنيف العربي |
| --------------------------------------------- | -------------------------- | -------------- | -------------- |
| معهد ماساتشوستس للتكنولوجيا                   | الولايات المتحدة الأمريكية | 1              |                |
| امبريال كوليدج لندن                           | المملكة المتحدة            | 2              |                |
| جامعة أكسفورد                                 | المملكة المتحدة            | 3              |                |
| جامعة هارفارد                                 | الولايات المتحدة الأمريكية | 4              |                |
| جامعة كامبريدج                                | المملكة المتحدة            | 5              |                |
| جامعة ستانفورد                                | الولايات المتحدة الأمريكية | 6              |                |
| المعهد الفدرالي السويسري للتكنولوجيا في زيورخ | سويسرا                     | 7              |                |
| جامعة سنغافورة الوطنية                        | سنغافورة                   | 8              |                |
| كلية لندن الجامعية                            | المملكة المتحدة            | 9              |                |
| معهد كاليفورنيا للتكنولوجيا                   | الولايات المتحدة الأمريكية | 10             |                |
| جامعة الملك فهد للبترول والمعادن              | المملكة العربية السعودية   | 101            | 1              |
| جامعة قطر                                     | قطر                        | 122            | 2              |
| جامعة الملك عبد العزيز                        | المملكة العربية السعودية   | 149            | 3              |
| جامعة حمد بن خليفة                            | قطر                        | 183            | 4              |
| جامعة الملك سعود                              | المملكة العربية السعودية   | 200            | 5              |
| جامعة خليفة                                   | الإمارات العربية المتحدة   | 202            | 6              |
| الجامعة الأميركية في بيروت                    | لبنان                      | 250            | 7              |
| جامعة الإمارات العربية المتحدة                | الإمارات العربية المتحدة   | 261            | 8              |
| الجامعة الأمريكية في الشارقة                  | الإمارات العربية المتحدة   | 332            | 9              |
| جامعة القاهرة                                 | مصر                        | 350            | 10             |

### أفضل عشر جامعات حول العالم وأفضل الجامعات العربية حسب تصنيف مجلة التايمز البريطانية للتعليم العالي لعام 2025[21]
| اسم الجامعة                      | الدولة                     | التصنيف الدولي        | التصنيف العربي |
| -------------------------------- | -------------------------- | --------------------- | -------------- |
| جامعة أكسفورد                    | المملكة المتحدة            | 1                     |                |
| معهد ماساتشوستس للتكنولوجيا      | الولايات المتحدة الأمريكية | 2                     |                |
| جامعة هارفارد                    | الولايات المتحدة الأمريكية | 3                     |                |
| جامعة برينستون                   | الولايات المتحدة الأمريكية | 4                     |                |
| جامعة كامبريدج                   | المملكة المتحدة            | 5                     |                |
| جامعة ستانفورد                   | الولايات المتحدة الأمريكية | 6                     |                |
| معهد كاليفورنيا للتكنولوجيا      | الولايات المتحدة الأمريكية | 7                     |                |
| جامعة كاليفورنيا في بركلي        | الولايات المتحدة الأمريكية | 8                     |                |
| كلية لندن الامبريالية            | المملكة المتحدة            | 9                     |                |
| جامعة ييل                        | الولايات المتحدة الأمريكية | 10                    |                |
| جامعة الملك فهد للبترول والمعادن | المملكة العربية السعودية   | 176                   | 1              |
| جامعة أبو ظبي                    | الإمارات العربية المتحدة   | 191                   | 2              |
| جامعة خليفة                      | الإمارات العربية المتحدة   | يتراوح ما بين 250-201 | 3              |
| جامعة قطر                        | قطر                        | يتراوح ما بين 250-201 | 3              |
| جامعة الملك سعود                 | المملكة العربية السعودية   | يتراوح ما بين 300-251 | 4              |
| الجامعة اللبنانية الأمريكية      | لبنان                      | يتراوح ما بين 300-251 | 4              |
| جامعة الأمير محمد بن فهد         | المملكة العربية السعودية   | يتراوح ما بين 300-251 | 4              |
| جامعة الإمارات العربية المتحدة   | الإمارات العربية المتحدة   | يتراوح ما بين 300-251 | 4              |
| جامعة الملك خالد                 | المملكة العربية السعودية   | يتراوح ما بين 350-301 | 5              |
| جامعة الشارقة                    | الإمارات العربية المتحدة   | يتراوح ما بين 350-301 | 5              |

### أفضل عشر جامعات حول العالم وأفضل الجامعات العربية حسب تصنيف شانغهاي الصيني للجامعات لعام 2024 .[22]
| اسم الجامعة                          | الدولة                     | التصنيف الدولي        | التصنيف العربي |
| ------------------------------------ | -------------------------- | --------------------- | -------------- |
| جامعة هارفارد                        | الولايات المتحدة الأمريكية | 1                     |                |
| جامعة ستانفورد                       | الولايات المتحدة الأمريكية | 2                     |                |
| معهد ماساتشوستس للتكنولوجيا          | الولايات المتحدة الأمريكية | 3                     |                |
| جامعة كامبريدج                       | المملكة المتحدة            | 4                     |                |
| جامعة كاليفورنيا في بركلي            | الولايات المتحدة الأمريكية | 5                     |                |
| جامعة أكسفورد                        | المملكة المتحدة            | 6                     |                |
| جامعة برينستون                       | الولايات المتحدة الأمريكية | 7                     |                |
| معهد كاليفورنيا للتكنولوجيا          | الولايات المتحدة الأمريكية | 8                     |                |
| جامعة كولومبيا                       | الولايات المتحدة الأمريكية | 8                     |                |
| جامعة شيكاغو                         | الولايات المتحدة الأمريكية | 10                    |                |
| جامعة الملك سعود                     | المملكة العربية السعودية   | 90                    | 1              |
| جامعة الملك عبد العزيز               | المملكة العربية السعودية   | يتراوح ما بين 300-201 | 2              |
| جامعة الملك عبد الله للعلوم والتقنية | المملكة العربية السعودية   | يتراوح ما بين 300-201 | 2              |
| جامعة القاهرة                        | مصر                        | يتراوح ما بين 400-301 | 3              |
| جامعة الأميرة نورة بنت عبد الرحمن    | المملكة العربية السعودية   | يتراوح ما بين 400-301 | 3              |
| جامعة الملك خالد                     | المملكة العربية السعودية   | يتراوح ما بين 500-401 | 4              |
| جامعة الطائف                         | المملكة العربية السعودية   | يتراوح ما بين 500-401 | 4              |
| الجامعة اللبنانية الأمريكية          | لبنان                      | يتراوح ما بين 600-501 | 5              |
| جامعة قطر                            | قطر                        | يتراوح ما بين 600-501 | 5              |
| جامعة عين شمس                        | مصر                        | يتراوح ما بين 700-601 | 6              |
| جامعة الإسكندرية                     | مصر                        | يتراوح ما بين 700-601 | 6              |
| جامعة خليفة                          | الإمارات العربية المتحدة   | يتراوح ما بين 700-601 | 6              |
| جامعة المنصورة                       | مصر                        | يتراوح ما بين 700-601 | 6              |
| جامعة الأمير سطام بن عبد العزيز      | المملكة العربية السعودية   | يتراوح ما بين 700-601 | 6              |

## وصلات خارجية
- قاعدة بيانات المنح الدراسية